# Ctenochilus pilipalpus
Ctenochilus pilipalpus är en stekelart som först beskrevs av Spinosa 1851.  Ctenochilus pilipalpus ingår i släktet Ctenochilus och familjen Eumenidae. Inga underarter finns listade i Catalogue of Life.